# Г'юзвілл (Міссурі)
Г'юзвілл (англ. Hughesville) — селище (англ. village) в США, в окрузі Петтіс штату Міссурі. Населення — 150 осіб (2020).

## Географія
Г'юзвілл розташований за координатами 38°50′13″ пн. ш. 93°17′43″ зх. д. / 38.83694° пн. ш. 93.29528° зх. д. (38.836890, -93.295170).  За даними Бюро перепису населення США в 2010 році селище мало площу 0,30 км², уся площа — суходіл.

## Демографія
Згідно з переписом 2010 року, у селищі мешкали 183 особи в 70 домогосподарствах у складі 49 родин. Густота населення становила 611 особа/км².  Було 75 помешкань (250/км²).
Расовий склад населення:
| - 99,5 % — білих |

До двох чи більше рас належало 0,5 %. Частка іспаномовних становила 1,6 % від усіх жителів.
За віковим діапазоном населення розподілялося таким чином: 26,8 % — особи молодші 18 років, 59,0 % — особи у віці 18—64 років, 14,2 % — особи у віці 65 років та старші. Медіана віку мешканця становила 37,5 року. На 100 осіб жіночої статі у селищі припадало 112,8 чоловіків;  на 100 жінок у віці від 18 років та старших — 103,0 чоловіків також старших 18 років.
Середній дохід на одне домашнє господарство  становив 48 984 долари США (медіана — 48 125), а середній дохід на одну сім'ю — 55 724 долари (медіана — 60 625). За межею бідності перебувало 26,3 % осіб, у тому числі 37,5 % дітей у віці до 18 років та 21,7 % осіб у віці 65 років та старших.
Цивільне працевлаштоване населення становило 70 осіб. Основні галузі зайнятості: виробництво — 24,3 %, освіта, охорона здоров'я та соціальна допомога — 24,3 %, транспорт — 15,7 %, публічна адміністрація — 8,6 %.